# Cissus paucinervia
Cissus paucinervia là một loài thực vật hai lá mầm trong họ Nho. Loài này được Lombardi miêu tả khoa học đầu tiên năm 1996.